# Isahaya
Isahaya (諫早市?) è una città giapponese della prefettura di Nagasaki.
Il 1º marzo 2005 sono state annesse alla città le confinanti cittadine di Tarami, Moriyama, Iimori, Takaki e Konagai, tutte appartenenti al Distretto di Kitatakaki poi soppresso.